# Fritz G. Pettersson
Fritz G Pettersson, född 15 februari 1932 i Trosa, död 13 mars 2000, var en svensk grafiker. Pettersson blev känd som privatspanare runt Palmemordet. Under elva års tid anordnade han offentliga möten för att diskutera mordet på Olof Palme och bristerna i utredningen, inte minst när det handlade om kulorna och mordvapnet, och var en öppen företrädare för det s.k. polisspåret. Några av de tidigare sammankomsterna arrangerades tillsammans med en annan privatspanare vid namn Ingvar Heimer.

## Biografi
Pettersson föddes i Trosa. Han gick folkskola i sex år och fortsatte därefter som tryckerilärling. Vid 15-års ålder flyttade han till Stockholm för studier vid Nordisk Rotogravyr och Grafiska institutet. Efter avslutad karriär engagerade han sig i medborgarrättsrörelsen och Exodus. Efter Palmemordet höll han stormöten under 11 år i ABF-huset.

## Karriär
Efter avslutad utbildning fick han arbete som tryckeriföreståndare. Han arbetade med detta några år innan han gick vidare till Bonnierföretagen inom vilken han senare fick tjänsten som verkställande direktör vid Interprint i Colombia och Brasilien. Efter några år i Sydamerika återvände han till Sverige  1970. Han arbetade därefter som verkställande direktör på AB Vilhelm Johnsen innan han gick över till en chefstjänst på Samhall. Efter att han avslutat tjänsten på Samhall jobbade han för Sida i Tanzania och Kap Verde.